# Miyasaka Sho
Sho Miyasaka (sinh ngày 6 tháng 6 năm 1988) là một cầu thủ bóng đá người Nhật Bản.

## Sự nghiệp câu lạc bộ
Sho Miyasaka đã từng chơi cho Tokyo Verdy.